# ریورویو (میشیگان)
ریورویو، میشیگان (به انگلیسی: Riverview, Michigan) یک شهر در ایالات متحده آمریکا با جمعیت ۱۲٬۴۸۶ نفر است که در میشیگان واقع شده‌است.